# 柳澤一明
柳澤 一明（やなぎさわ かずあき）は、日本の漫画家。

## 作品リスト

### 漫画
- 猛き箱舟（原作：船戸与一、全2巻）
- 山猫の夏（原作：船戸与一、単巻）
- ナルミ（全6巻）
- 我愛爾（原作：梶研吾、単巻）
- GUN LADY -柳澤一明作品集- (単巻)
- 夜逃げ屋本舗（原作：永井泰宇、全2巻）
- 盗撮影手パパラッチ（原作：小池一夫、全6巻）
- 真・女神転生if... 学園の悪魔使い（単巻）
  - 新装版 真・女神転生if… 学園の悪魔使い（2021年11月8日発売[1]、小学館クリエイティブ、単巻） - 表紙のイラストは描きおろし[2]
- 真・女神転生カーン（全9巻）
- グイン・サーガ 七人の魔道師（原作：栗本薫、全3巻）
- GENESISシリーズ（原作：岡田耕始&GAIA、未単行本化）
- 灼紅の守護者（全2巻）
- 風の遊戯 (単巻)
- DEAD or ALIVE（原作：小市ケン、『月刊チャンピオンRED』2012年2月号[3]）

### イラスト
- 蕪木統文『真・女神転生カーン 虚飾の楽園』（ファミ通文庫、全2巻）

### アニメ
- 鉄拳 -TEKKEN-（フォーサム） - キャラクター原案

### ゲーム
- RONDE －輪舞曲－（アトラス） - キャラクターデザイン

### その他
- アカギトリビュートイラスト FESTIVAL（『アカギ』公式サイト、2018年6月13日[4]） - イラスト寄稿[4]